# Nymphes myrmeleonoides
Nymphes myrmeleonides là một loài côn trùng trong họ Nymphidae thuộc bộ Neuroptera. Loài này được Leach miêu tả năm 1814.

## Hình ảnh

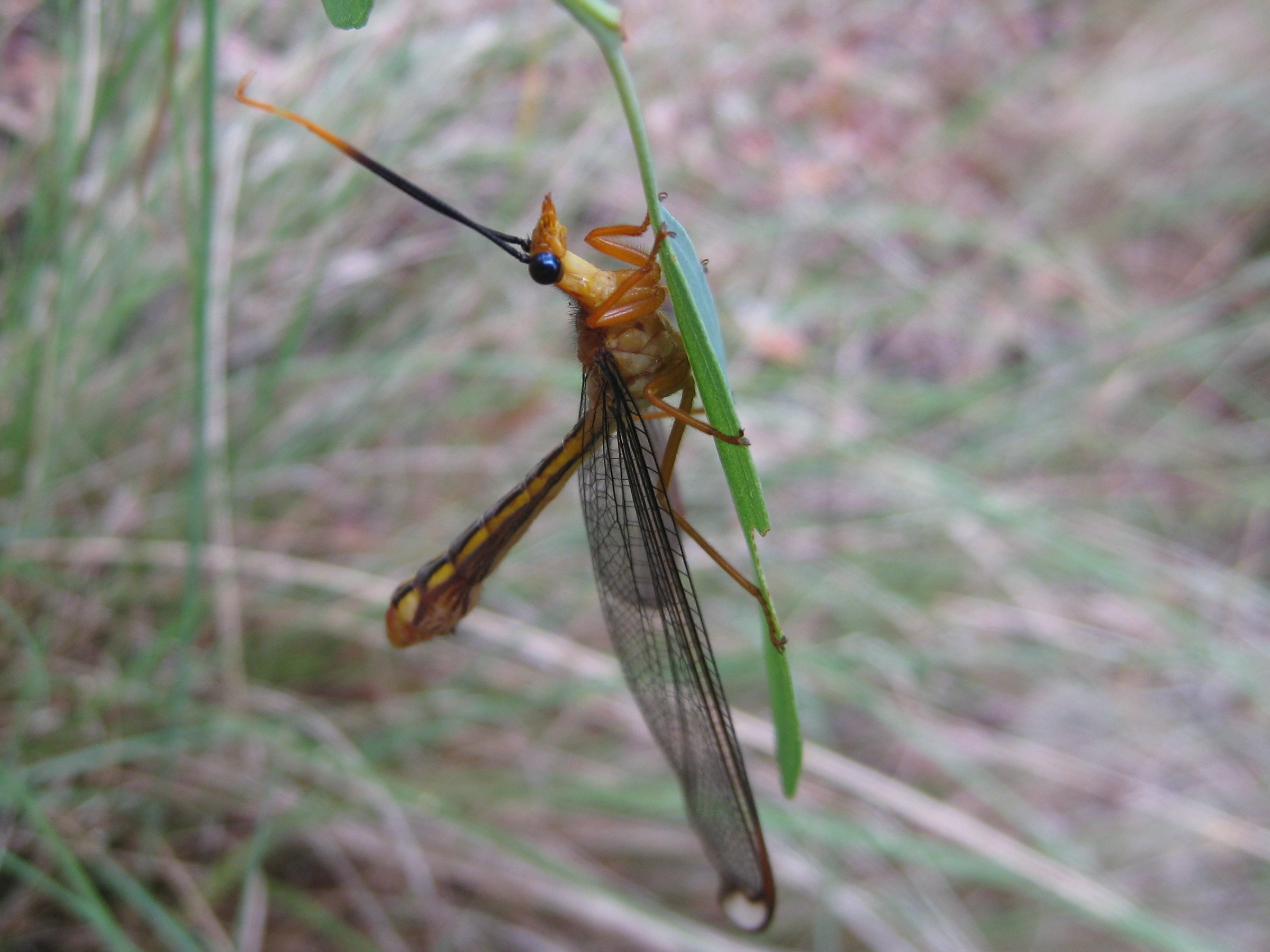
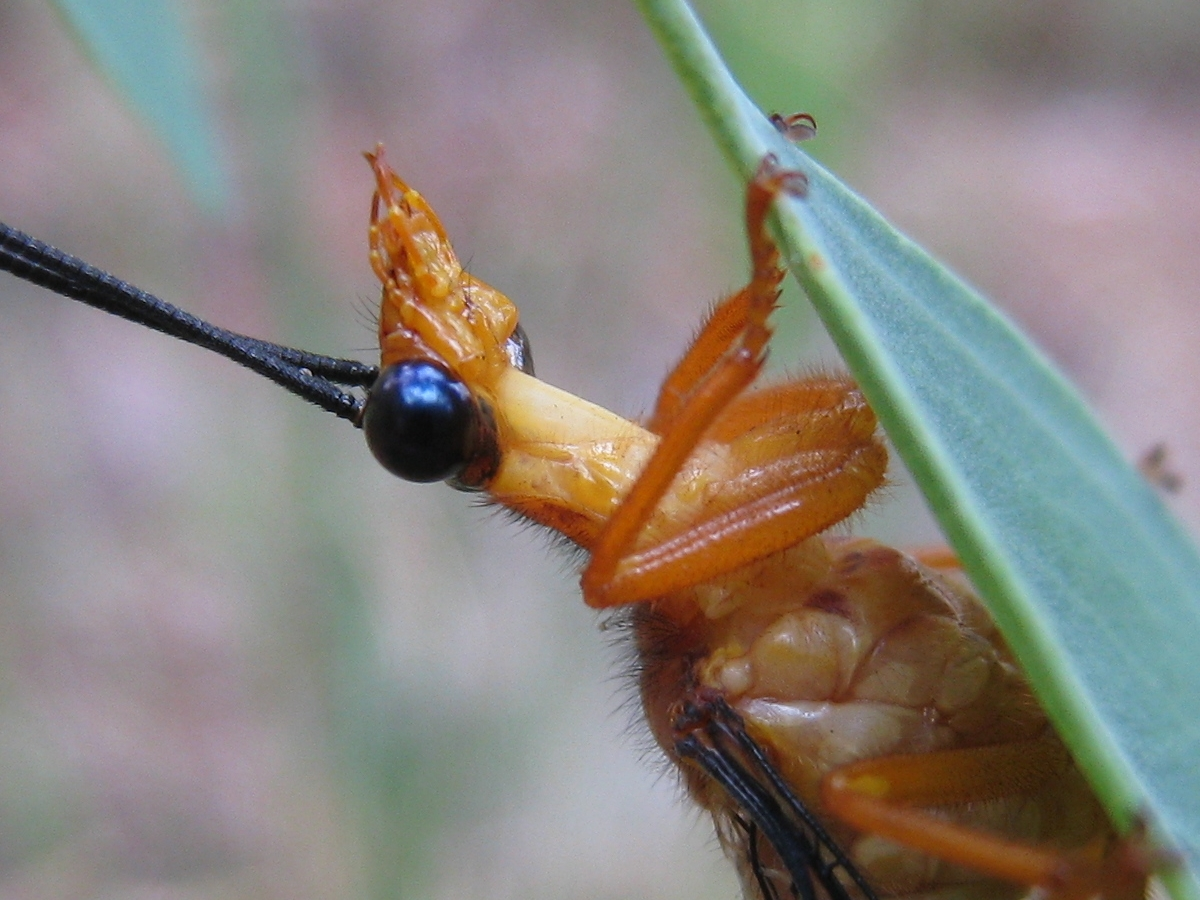
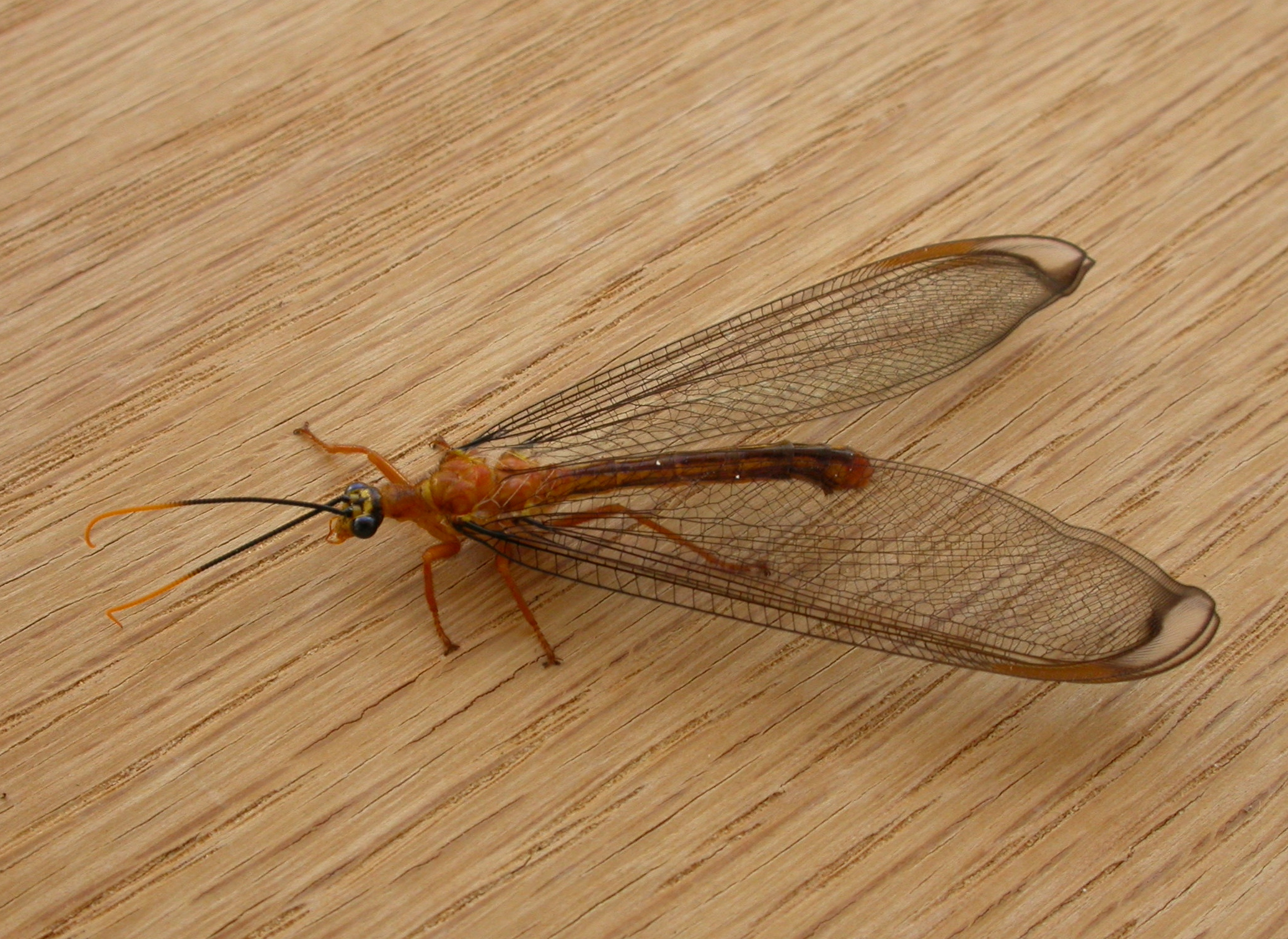